# Mendidius fimbriolatus
Mendidius fimbriolatus är en skalbaggsart som beskrevs av Mannerheim 1849. Mendidius fimbriolatus ingår i släktet Mendidius och familjen Aphodiidae. Inga underarter finns listade i Catalogue of Life.